# Маяк Гранд-Харбор
Маяк Гранд-Харбор (англ. Grand Harbour Lighthouse), также известный как маяк Росс-Айленд (англ. Ross Island Lighthouse), — маяк, расположенный на острове Гран-Манан на входе естественную гавань города Гранд-Харбор, графство Шарлотт, провинция Нью-Брансуик, Канада. Построен в 1879 году. Разрушен в 2013 году.

## История
Через естественную гавань города Гран-Харбор проходит большая часть торговых и пассажирских потоков, связывающих остров Гран-Манан с материком. В 1878 году жители острова обратились к правительству Нью-Брансуика с ходатайством о строительстве маяка. Правительство удовлетворило ходатайство и выделило 1050 канадских долларов на строительство, которое было завершено в 1879 году. 10 октября 1879 года маяк был введён в эксплуатацию. Он представлял собой квадратную деревянную башню высотой 10 метров с восьмиугольным помещением для фонаря на вершине, к которой примыкал дом смотрителя. Сильные штормы часто повреждали маяк. В 1891 году маяк в первый раз потребовал ремонта. В 1898 году для предотвращения подобных повреждений вокруг маяка была построена стена. После того, как маяк Ингаллс-Хед-Брейкуотер на противоположной стороне гавани был введён в эксплуатацию, необходимость в маяке Гранд-Харбор отпала, и 1 августа 1963 года он бы выведен из эксплуатации и продан на аукционе. 2 февраля 1976 года мощный шторм, известный как Буря на День сурка 1976 года, нанёс существенный ущерб маяку. В 1999 году была начата компания по сбору средств для спасения маяка. Но переговоры с владельцем маяка затянулись, а 19 ноября 2013 года новый шторм разрушил маяк окончательно. Уцелевшие части интерьера маяка были собраны добровольцами и переданы в музей острова Гран-Манан.  